# Menachem Eli’ezer Mozes
Menachem Eli’ezer Mozes (hebr.: מנחם אליעזר מוזס, ur. 20 listopada 1946 w Izraelu) – izraelski polityk, w latach 2011–2013 wiceminister edukacji, latach 2009–2019 poseł do Knesetu.

## Życiorys
Urodził się 20 listopada 1946 na terenie obecnego Izraela.
Służył w wojsku, ukończył jesziwę, pracował jako inicjator projektów w branży handlowej.
W polityce związał się z ultraortodoksyjną partią Agudat Israel. W wyborach w 2009 został wybrany posłem z listy koalicyjnej Zjednoczony Judaizm Tory. W osiemnastym Knesecie był przewodniczącym frakcji i zasiadał w komisjach budownictwa; spraw gospodarczych oraz edukacji, kultury i sportu. 9 lutego 2011 został powołany na stanowisko wiceministra edukacji w drugim rządzie Binjamina Netanjahu, w resorcie kierowanym przez Gidona Sa’ara. Na mocy wewnętrznych porozumień w Zjednoczonym Judaizmie Tory zastąpił na stanowisku Me’ira Porusza. Pozostał na stanowisku do końca kadencji rządu – 18 marca 2013. W wyborach w 2013 i w 2015 uzyskiwał reelekcję. W Knesecie dwudziestej kadencji przewodniczył podkomisji ds. personelu wojskowego, był także członkiem komisji spraw zagranicznych i obrony oraz edukacji, kultury i sportu.  9 stycznia 2019 doszło do rozłamu w Zjednoczonym Judaizmie Tory. Mozes, Jisra’el Eichler i Ja’akow Litzman utworzyli frakcję Agudat Israel. W kwietniu 2019 utracił miejsce w parlamencie.
Mieszka w Jerozolimie. Jest żonaty, ma dziesięcioro dzieci.